# ケント (バンド)
ケント (Kent)は、1990年に結成されたスウェーデンのオルタナティヴ・ロック・バンド。
バンドはスウェーデンとスカンジナビアにたくさんのヒット曲があり、アルバム『ヴェルクリゲン』とシングル「Kräm (så nära får ingen gå)」のリリース以降、すべてのアルバムがスウェーデン・チャートの一番上にあった。ロック・バンドであり、オルタナティヴ・ロックのアルバムによって人気を得た。2007年から、シンセポップ寄りの音楽を作り始めた。
チャート1位のアルバムが11枚、チャート1位のシングルが5枚、受賞したスウェーデンのグラミー賞が23個、そして300万枚以上のアルバムが売り上げられた。そのためケントはスウェーデンとスカンジナビアにおいて、一番人気のポップ/ロック・グループと言われている。アルバム『Vapen & ammunition』 (2002年)は、95週間もスウェーデン・チャートの頂点にあった。ケントは、よくU2やコールドプレイやデペッシュ・モードのようなバンドと比較される。
ケントの歌はほとんどスウェーデン語で歌われているため、英語圏の聴衆にケントの存在はあまり知られていない。ケントは短期間、国際的なキャリアを積もうとして、アルバム『Isola』(1997年)と『ハグネスタ・ヒル』(1999年)の英語バージョンも作って、アメリカをツアーしたが、スカンジナビアほど成功しなかった。
リード・ボーカルで作詞者のヨアキム・バーグは「私の書く歌詞には2種類ある。1つは場所に関するもの、そしてもう1つは気持ちに関するものだ。いつもこの2つの間を行ったり来たりしている」と言っている。
音楽ゲーム『Guitar Hero World Tour』のキャリア・モードで、ケントの曲「Vinternoll2」がアンロックできる。PlayStation 2とPlayStation 3で「SingStar Kent」という「SingStar」シリーズのゲームも発売された。
2016年3月16日に、バンドは26年間の活動の集大成として『Då som nu för alltid』というラスト・アルバムのリリースを発表した。アルバムは2016年5月20日に発売された。バンドの告知には「長い間成功していたにもかかわらず、自発的に解散」と書かれていた。

## メンバー
- Joakim Berg (リードボーカル、リズムギター、1990年-)
- Martin Sköld (ベース、キーボード、1990年-)
- Sami Sirviö (リードギター、キーボード、1990年-)
- Markus Mustonen (ドラム、キーボード、ピアノ、バッキングボーカル、1990年-)

### ライブ・メンバー
- Andreas Bovin (キーボード、シンセサイザー、サンプリング、プログラミング、ギター)
- Max Brandt (ギター)

### 旧メンバー
- Harri Mänty (リズムギター、プログラミング、パーカッション、1996年-2006年)
- Martin Roos (リズムギター、1992年-1995年)
- Thomas Bergqvist (キーボード、1990年-1992年)

## ディスコグラフィ

### アルバム
- Kent (1995年)
- 『ヴェルクリゲン』 - Verkligen (1996年)
- Isola (1997年)
- 『ハグネスタ・ヒル』 - Hagnesta Hill (1999年) ※日本盤は英語版を収録
- B-sidor 95-00 (2000年) ※コンピレーション
- Vapen & ammunition (2002年)
- Du & jag döden (2005年)
- Tillbaka till samtiden (2007年)
- Röd (2009年)
- En plats i solen (2010年)
- Jag är inte rädd för mörkret (2012年)
- Tigerdrottningen (2014年)
- Då som nu för alltid (2016年)